# Dainella
Dainella es un género de foraminífero bentónico de la subfamilia Endostaffellinae, de la familia Endothyridae, de la superfamilia Endothyroidea, del suborden Fusulinina y del orden Fusulinida. Su especie tipo es Endothyra chomatica. Su rango cronoestratigráfico abarca el Viseense (Carbonífero inferior).

## Discusión
Clasificaciones más recientes incluyen Dainella en la subfamilia Dainellinae, de la familia Loeblichiidae, de la superfamilia Loeblichioidea, y en el suborden Endothyrina, del orden Endothyrida, de la subclase Fusulinana de la clase Fusulinata.

## Clasificación
Dainella incluye a las siguientes especies extintas:
- Dainella alborzensis
- Dainella altiformis
- Dainella angusta
- Dainella avivikensis
- Dainella callosa
- Dainella chomatica
- Dainella densaspira
- Dainella grandis
- Dainella gumbeica
- Dainella hubeiensis
- Dainella hunanensis
- Dainella immensa
- Dainella sichuanensis
- Dainella tumultuosa

Otras especies consideradas en Dainella son:
- Dainella efremovi, de posición genérica incierta
  - Dainella efremovi var. typica, de posición genérica incierta
- Dainella holkeriana, de posición genérica incierta